# St. Johannes der Täufer (Euerdorf)

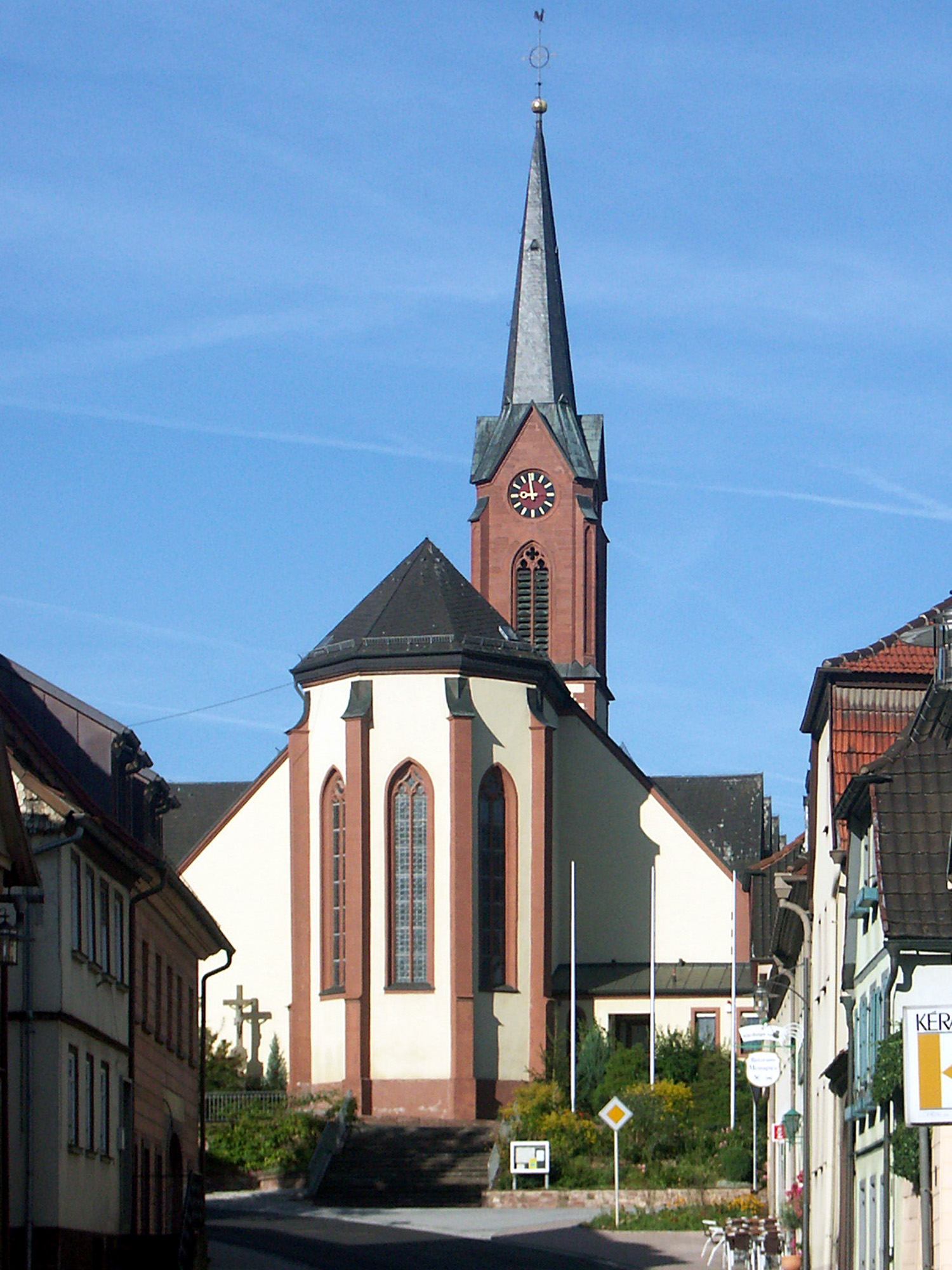
Die St.-Johannes-der-Täufer-Kirche von Euerdorf.

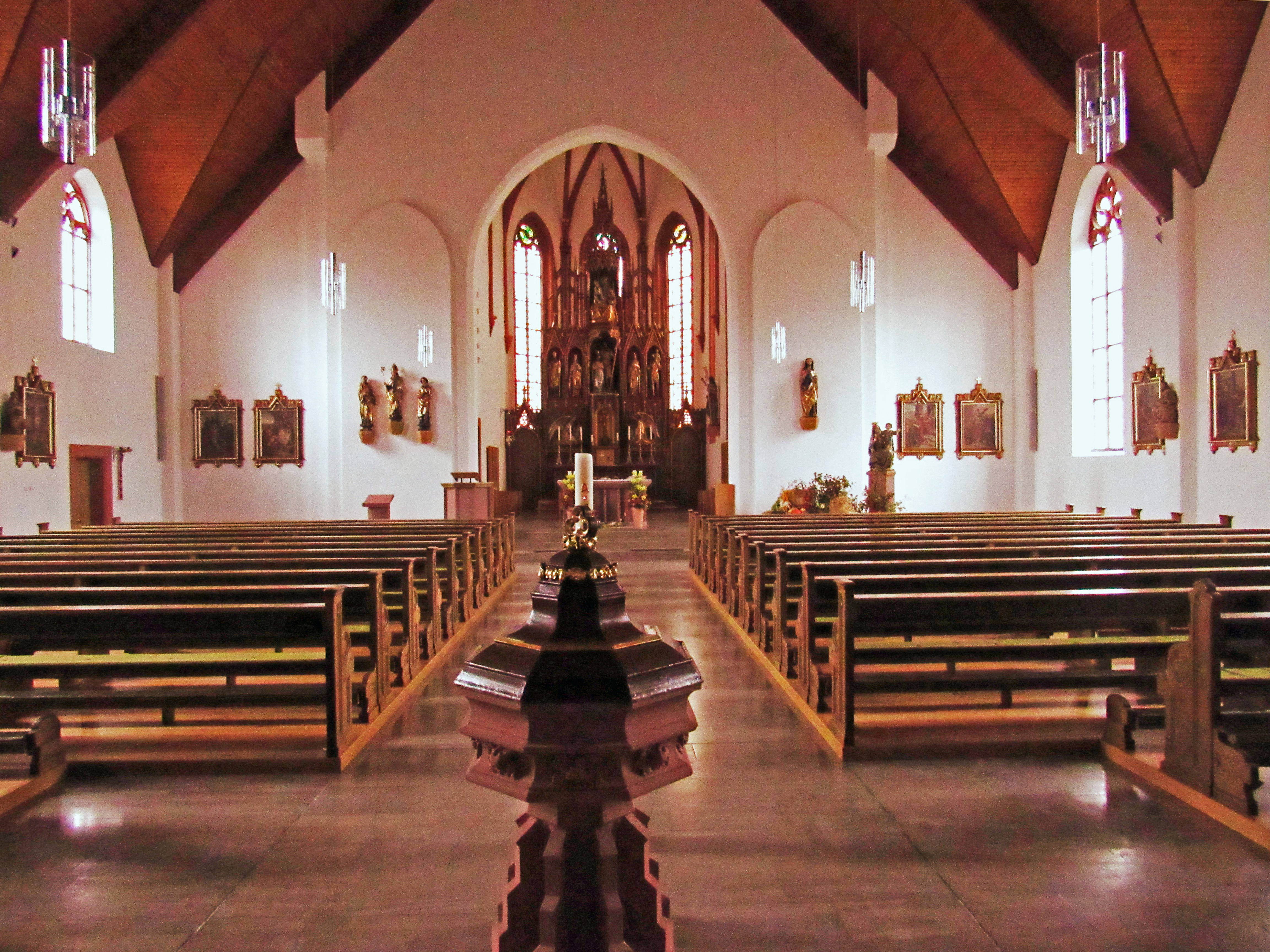
Innenraum der Kirche

Die römisch-katholische Kirche St. Johannes der Täufer befindet sich in Euerdorf, einem Markt im unterfränkischen Landkreis Bad Kissingen. Sie ist – ebenso wie die St.-Johannes-der-Täufer-Kirche im Euerdorfer Stadtteil Wirmsthal – dem hl. Johannes dem Täufer geweiht.
Die Kirche gehört zu den Baudenkmälern von Euerdorf und ist unter der Nummer D-6-72-122-10 in der Bayerischen Denkmalliste registriert.

## Geschichte

### Vorgängerbauten
Ausgrabungsarbeiten Mitte der 1970er Jahre im Schiff der heutigen Kirche ergaben  Scherben aus der Linearbandkeramikerzeit (4.500 bis 4.000 v. Chr.). Für die nächsten 5.000 Jahre fehlen Spuren menschlicher Tätigkeit im Boden des Kirchenstandorts. Zwar hatte es bereits im 8. und 9. Jahrhundert Kirchen in Euerdorf gegeben, doch ist nicht sicher, ob sich diese am Standort der heutigen Euerdorfer Kirche befanden; möglicherweise wurden diese Bauten am Standort der heutigen Willibrord-Kapelle am Friedhof errichtet.
Am Standort der heutigen St. Johannes der Täufer-Kirche befindet sich jedoch das Grab eines Mannes, der um 950 v. Chr. in einem kastenförmigen Eichensarg beerdigt wurde. Der Tote lag mit dem Kopf nach Westen und trug ein Gewand sowie, wie der Fund einer Gürtelschnalle vermuten lässt, einen Ledergürtel. Der Fund eines weiteren, nahe gelegenen Grabes lässt die Existenz eines ehemaligen Friedhofs, jedoch noch nicht zwingend eines Kirchengebäudes, vermuten. Der Lage des Grabes des um 950 v. Chr. Bestatteten entlang der Achse aller späteren Kirchenbauten zufolge handelte es sich bei dem Verstorbenen um einen Mann von Bedeutung. Möglicherweise stiftete er an dieser Stelle eine erste Kirche, denn kurz nach seinem Tod wurde, wie der Fund von Pfosten zeigt, hier ein Kirchenbau aus Holz errichtet. Funde von Gräben von im Boden eingelassenen Schwellbalken weisen auf den Bau einer zweiten Holzkirche um das Jahr 1000 hin. Beide Holzkirchen existierten wahrscheinlich nicht länger als hundert Jahre.
Die erste Kirche aus Stein dürfte zwischen 1050 und 1150 entstanden sein und bestand aus plattigem Buntsandstein. Es kam offenbar zu einem Bevölkerungszuwachs, der in der ersten Hälfte des 13. Jahrhunderts einen Kirchenneubau erforderlich machte. Die Westmauer dieses Kirchenbaues weist Brandspuren auf, die einen Kirchenbrand vermuten lassen. Alle Kirchenerweiterungen aus dieser Zeit erfolgten von Anfang an in östlicher Richtung, was ein heute unbekanntes Hindernis in westlicher Richtung vermuten lässt. Die archäologischen Untersuchungen Mitte der 1970er Jahre ergaben zahlreiche Grabbeigaben aus dem 16. und 17. Jahrhundert.
Die erste bekannte urkundliche Erwähnung einer Euerdorfer Pfarrkirche stammt aus dem Jahr 1389. Der schlechte bauliche Zustand des Vorgängerbaus erforderte die Errichtung der heutigen Euerdorfer St.-Johannes-der-Täufer-Kirche.

### Kirchenbau von 1602
Der Bau der heutigen Euerdorfer St. Johannes der Täufer-Kirche in nachgotischen Formen  begann, wie eine mit dem Wappen des Würzburger Fürstbischofs Julius Echter von Mespelbrunn versehene Inschrift über dem Nordportal besagt, im Jahr 1602.
Bereits in den Jahren 1607 mussten, möglicherweise wegen eines Brandes, ein Turm der Kirche abgerissen, der Chor mit Fünfachtelschluss erneuert und u. a. das Langhaus vergrößert werden. Die Arbeiten wurden vom Maurermeister Peter Mauer aus Kitzingen und Zimmermeister Josef Hepp aus Aschach durchgeführt. Die Gemeinde trug die Ausgaben in Höhe von insgesamt 2.474 Gulden 2 Pfund 2 Pfenning. Die Weihe der Kirche erfolgte am 10. September 1680 durch den Würzburger Weihbischof Stephan Weinberger sowie Peter Philipp von Dernbach, Fürstbischof von Würzburg und von Bamberg. Der Hauptaltar war Johannes dem Täufer geweiht und enthielt die Reliquien mehrerer Heiliger; der zweite Altar war dem hl. Sebastian und der dritte Altar der Mutter Gottes geweiht.
Im Jahr 1723 erfolgte nach größeren Umbauarbeiten die Benediktion der Kirche.
Im Jahr 1762 kritisierten der Euerdorfer Schultheiß und die Gerichtsmänner, dass Pfarrer Ament die Kirchenfenster „nicht machen ließe“. Dieser verwies auf die Zuständigkeit des Schultheiß sowie darauf, dass die Fenster bereits 1737 und 1752 erneuert worden waren. Schließlich beauftragte das Ordinariat Würzburg im Jahr 1765 den Amtmann zu Aura-Trimberg mit der Reparatur der Kirchenfenster.
Ebenfalls im Jahr 1765 konnte der sieben Jahre zuvor fertiggestellte Hochaltar gefasst werden. Ein Wohltäter, der anonym bleiben wollte, hatte die Finanzierung ermöglicht und zur Bedingung gemacht, dass der Name der Jungfrau Maria an den Altar angebracht werde. An welchen Platz das Wappen der hochgräflichen Familie Stadion, deren Grab sich am Eingang der Pfarrkirche befand, verbracht wurde, ist unbekannt.
Kostenvoranschläge für eine von Pfarrer Anton Göll (1780–1787) gewünschte Fassung der Kanzel lagen erst 1790 vor; das Dekret mit der Genehmigung aus Würzburg folgte im Jahr 1798. Im Jahr 1792 wurde, durch Wohltäter finanziert, der Kreuzweg gemalt. Im Jahr 1804 wurde für 35 Reichstaler ein neuer Tabernakel angeschafft.
Im Jahr 1796 erhob Pfarrer Loskant erfolgreich Einspruch gegen den Wunsch von Frau Hofkammerrätin Sauer, den Grabstein ihres im September 1796 in der Pfarrkirche bestatteten Ehemannes durch ein größeres Epitaph neben dem Muttergottesaltar an der Wand ersetzen zu lassen. Dem alternativen  Wunsch von Hofkammerrätin Sauer, einen kleinen Crucifixus aus Stein in der Kirche aufstellen zu lassen, wurde stattgegeben.

### Brand von 1872
Am 15. September 1872 fiel das Kirchengebäude einem Brand zum Opfer, der das Dach des Langhauses sowie den Kirchturm zerstörte. Der Techniker des Kgl. Kreisbauamtes Hammelburg, Assessor Cämmerer, leitete den Wiederaufbau der Kirche, an dem verschiedene Euerdorfer Handwerker beteiligt waren. Die von ihm angedachte Kirchenerweiterung wurde von der Gemeinde Euerdorf abgelehnt, da diese keinen Bedarf dafür sah. Glockengießer Klaus von Heidingsfeld berechnete für die vier neuen Glocken, die die fünf verbrannten Glocken ersetzen sollten, 4.834 Gulden, von denen die Feuerversicherung lediglich 700 Gulden übernahm. So bat die Gemeinde- und Kirchenverwaltung allergnädigst beim König um 20 bis 25 Liter Kanonenmetall. Der Neubau der Kirche kostete insgesamt 80.000 Gulden; die Rückzahlung des von der Landesbrandversicherungsanstalt gewährten Darlehens dauerte bis zum 25. März 1922.

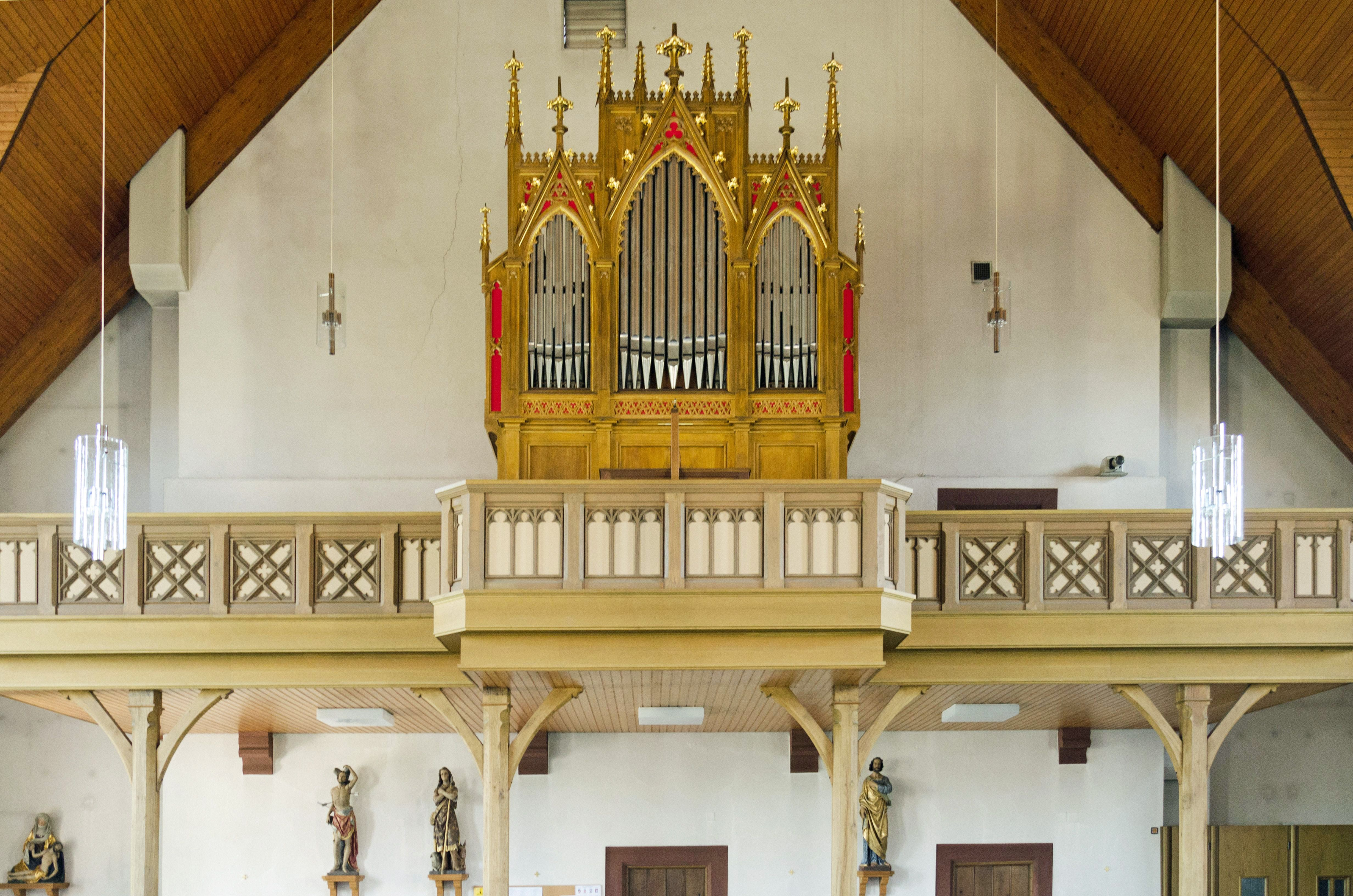
Die Orgel

Der Altar und die Kanzeln wurden vom Kissinger Bildhauer Michael Arnold angefertigt; genauere Details über die Auftragsvergabe sind im Pfarrarchiv Euerdorf nicht bekannt. Der Altar zeigt die Taufe Jesu durch Johannes den Täufer; an seinen Seiten stehen von links die Hl. Willibrord, Katharina, Barbara und Christophorus. Es handelt sich um den einzigen bekannten und noch erhaltenen Altar von Michael Arnold; er wurde auch bei der 1974–1977 durchgeführten Kirchenrenovierung unverändert belassen. Der linke Seitenaltar ist ein Marienaltar, während der rechte Seitenaltar dem Heiligen Kreuz geweiht ist.
Am 18. April 1873 erfolgte die Einweihung des Neubaus durch Bischof Franz Josef. Im Jahr 1875 wurde eine von der Würzburger Firma Schlimbach & Sohn erbaute Orgel installiert.

### Zwanzigstes Jahrhundert und Gegenwart
Im Jahr 1942 mussten die vier Glocken der Kirche im Rahmen des Zweiten Weltkrieges abgeliefert werden.
Im Juli 1962 wurden ein neuer Glockenstuhl und eine neue elektrische Läutemaschine installiert; in den Jahren 1966/67 folgte eine elektrische Kirchenuhr. Im Mai 1973 begannen Maßnahmen zu einer Kirchenerweiterung. Im Jahr 1974 wurden erneut grundlegende Umgestaltungsmaßnahmen in Angriff genommen, die mit der Einweihung am 19. Juni 1977 durch Bischof Josef Stangl zum Abschluss kamen.
Am 18. Mai 1952 erfolgte als Ersatz für die im Zweiten Weltkrieg abgelieferten Kirchenglocken die Weihe von vier neuen, von der Erdinger Firma Czudnochowski gegossenen Glocken.
Christkönigsglocke
Ton g`, Gewicht 600 kg, Durchmesser 103 cm
Inschrift: "O REX GLORIAE, CHRISTE, VENI CUM PACE"
("König der Herrlichkeit, Christus, komme mit Frieden")
Marienglocke
Ton a`, Gewicht 400 kg, Durchmesser 91 cm
Inschrift: "AVE MARIA GRATIA PLENA"
("Gegrüßet seist du Maria, voll der Gnade")
Dreifaltigkeitsglocke
Ton c`, Gewicht 230 kg, Durchmesser 75 cm
Inschrift: "CLAMO LAUDEM JUDICIUMQRE DIE"
("Ich verkünde das Lob und das Gericht Gottes")
Armenseelenglocke
Ton d`, Durchmesser 66 cm
Inschrift: "WENN ICH ERTÖNE; GEDENKET EURER SÖHNE; DIE BLUT UND LEBEN FÜR EUCH GEGEBEN"
Am 28. Juni 1987 wurden zwei weitere Glocken geweiht, die von der Firma Gebrüder Bachert aus Bad Friedrichshall hergestellt worden waren.
Johannesglocke
Ton e`, Gewicht 1056 kg, Durchmesser 126 cm
Inschrift: "HEILIGER JOHANNERS DER TÄUFER, RUFE UNS"
Kiliansglocke
Ton h`, Gewicht 325 kg, Durchmesser 84 cm
Inschrift: "HEILIGER KILIAN, BESCHÜTZE UNS"
Zusammen mit der Glocke f` der Willibrord-Kapelle sind in Euerdorf alle Töne der C-Dur Tonleiter vertreten.
Von September 1974 bis 8. Februar 1975 fand auf Anregung von Kreisheimatpfleger Josef Wabra im Auftrag des Bayerischen Landesamtes für Denkmalpflege, Zweigstelle Franken der Abteilung für Vor- und Frühgeschichte, eine archäologische Untersuchung im Schiff der Kirche statt. Die Untersuchung erbrachte zahlreiche archäologische Erkenntnisse über die Frühgeschichte am Standort der Kirche.
In den Jahren 1974 bis 1977 wurde das Kirchenschiff in der heutigen Gestalt von Grund auf neu gebaut. Es hat ein innen sichtbares Satteldach, das von Quergiebeln der seitlichen Fenster angeschnitten wird. Der Chor blieb erhalten.
Nach einer Generalüberholung der Orgel erfolgte am 3. Juni 2007 deren Weihe durch Weihbischof Helmut Bauer.